# Deadwood Draw
Deadwood Draw es parte del camino Sidney-Black Hills, el cual proporcionó suministros para las operaciones de extracción de oro en las Colinas Negras (Black Hills, en inglés) de 1874 a 1881. El barranco sirvió como área de preparación para las carretas que transportaban provisiones a las Colinas Negras y contiene surcos dejados por las ruedas de las carretas y las bestias de carga. Está incluido en el Registro Nacional de Lugares Históricos.

## Contexto histórico
En 1868, el gobierno de Estados Unidos firmó el Tratado de Fort Laramie, que prometió al pueblo indígena Lakota que las Colinas Negras no serían colonizadas por los blancos. Sin embargo, en 1874, una expedición al área liderada por George Armstrong Custer encontró yacimientos de oro. En 1876, el descubrimiento de oro de Custer desató la Fiebre del Oro de las Colinas Negras. Inicialmente, el gobierno de los EE. UU. intentó comprar o arrendar las Colinas Negras de los Lakota, pero no estaba dispuesto a pagar el precio solicitado por ellos. Al producirse la ruptura de las negociaciones, el gobierno de EE. UU. hizo caso omiso del Tratado de Fort Laramie de 1868 y permitió a los buscadores de oro que se precipitaran a entrar en las Colinas Negras. La fiebre del oro de las Colinas Negras posteriormente creó una gran demanda de suministros para los buscadores del metal.
En 1876, Sidney, Nebraska, era una pequeña ciudad junto al ferrocarril Union Pacific. Sidney tenía dos ventajas principales sobre otros pueblos cerca del ferrocarril en el estado como área de preparación para abastecer las operaciones de la fiebre del oro en las Colinas Negras. En primer lugar, de Sidney a la Agencia de Nube Roja ya había un camino con rumbo norte que estaba protegido por el ejército entre Fort Sidney y Fort Robinson. En segundo lugar, la ruta era más corta que las rutas desde otros posibles puntos de abastecimiento a lo largo de la vía férrea, y al construir Henry T. Clarke, Sr. el puente de peaje Clarke sobre el río North Platte, el viaje en el camino Sidney-Black Hills se hizo más fácil para las carretas.
Con la apertura del puente Clarke, se comenzó a transportar una mayor cantidad de mercancías por el camino Sidney-Black Hills desde y hacia las operaciones mineras en las Colinas Negras. Durante el verano de 1876, el Pony Express comenzó sus operaciones a lo largo del camino, al igual que varias líneas de diligencias. En 1876 había aproximadamente 10 000 buscadores de oro en las Colinas Negras, y su demanda de suministros era tan alta que aproximadamente de 50 a 75 carretas salían diariamente de Sidney, llevando cada carreta 3 600 kg de provisiones.
En 1879, la fiebre del oro en las Colinas Negras terminó, y con ella también la necesidad de servicio frecuente de pasajeros a lo largo del camino. La extracción de oro por parte de compañías, sin embargo, continuó, y así la necesidad de transporte de carga a lo largo del camino se incrementó. Entre 1878 y 1879, se transportaron aproximadamente 9 000 toneladas de provisiones desde y hacia Sidney. En 1880, con la finalización de la línea de ferrocarril Chicago y Noroeste a Pierre, el transporte de mercancías a lo largo de la ruta disminuyó dramáticamente. Era más rápido y más barato transportar suministros en el nuevo ferrocarril que utilizar carretas a lo largo del camino Sidney-Black Hills. A finales de 1882, el camino estaba completamente cerrado.

## Descripción
Deadwood Draw se encuentra a unos 4,8 km al noroeste de Sidney, Nebraska, y cerca del ferrocarril Union Pacific, desde el cual se podían cargar suministros en carretas que se dirigían a las Colinas Negras a través de la ruta Sidney-Black Hills. El barranco es un área plana y ancha que suavemente sube y sale del valle del arroyo Lodgepole, en dirección opuesta al ferrocarril Union Pacific y en dirección al camino Sidney-Black Hills. El canal de una hondonada serpentea a lo largo de la depresión y varía en profundidad entre 0,91 m y 3 m. En 1992 había tres grupos de surcos de ruedas de carretas y surcos causados por los bueyes y caballos que tiraban de ellas. Cada grupo de surcos varía en anchura de 4,1 metros a 5 metros.

## Importancia histórica
Deadwood Draw era un área de preparación para las carretas que utilizaban el camino Sidney-Black Hills. En 1992, cuando se la colocó en el Registro Nacional de Lugares Históricos, tenía surcos bien conservados causados por carretas, diligencias y animales de carga en el período 1874-1881. Además de los surcos, en el extremo sur del barranco hay una depresión en el suelo que se cree son los restos de un refugio del siglo XIX que quizá estuvo ocupado durante el período de importancia histórica. Además, cerca del medio del barranco hay una pequeña cantera de piedra caliza que suministró gran parte de la utilizada para construir los primeros edificios en Sidney.